# Station Hindley
Hindley is een spoorwegstation van National Rail in Hindley, Wigan in Engeland. Het station is eigendom van Network Rail en wordt beheerd door Northern Rail. 